# Fengel
Fengel es un personaje ficticio que pertenece al legendarium creado por el escritor británico J. R. R. Tolkien y cuya historia es narrada en los apéndices de la novela El Señor de los Anillos. Es un Rohir, decimoquinto rey de Rohan. Tercero y único sobreviviente hijo varón de Folcwine nació en 2870 T. E. Se convirtió en rey tras la muerte de su padre en 2903 T. E. 

## Historia
Los dos hermanos mayores de Fengel, Folcred y Fastred, murieron peleando por Gondor, por esto creció ligeramente mimado, en su vida adulta fue conocido por su avaricia y su amor por el oro. Su hijo Thengel se fue de Rohan por desacuerdos con su padre a vivir en Gondor, la tierra de su esposa.
Después de gobernar por 40 años murió en 2953 T. E., dejándole el trono a Thengel, quien regresó de Gondor no muy entusiasmado por su nueva tarea.